# Pathé Production
 (août 2017).
Pathé Production, parfois nommée Pathé Films est une société de production cinématographique française, filiale du groupe Pathé, dirigée par Marc Lacan.

## Historique
Ferdinand Zecca dirige la production de Pathé à partir de 1901 et développe la notion de genres en produisant de nombreux films différents (comédies, drame, contes de fée...). Rapidement, l'entreprise connait le succès avec des films d'André Heuzé, Gaston Velle ou encore Ferdinand Zecca.
Pathé commence son activité de production aux États-Unis en 1906 en produisant un film par jour[réf. nécessaire] (la plupart des studios produisent alors un film par semaine). Dès 1907, près d'un tiers du chiffre d'affaires vient des États-Unis. Intéressé par l'entreprise, Edison propose alors la création d'un trust. Ainsi naît la Motion Picture Patents Company, pour tenter de réduire l’hégémonie française sur le marché cinématographique.
Dès 1909, Pathé créé des filiales en Suède, en Grande-Bretagne et en Italie. À la même période, la firme tente de changer sa façon de produire pour proposer des films plus longs. Grâce à un partenariat avec la Société cinématographique des auteurs et gens de lettres (SCAGL), dont elle distribue les films, Pathé fait entrer dans son catalogue plusieurs vedettes du music hall (René Alexandre, André Deed, Charles Petit Demange dit Prince-Rigadin, Max Linder, Mistinguett, Stacia Napierkowska, Gabrielle Robinne, Gabriel Signoret). Ferdinand Zecca continue de diriger les productions.
Durant les années 1920, la société devient Pathé Consortium Cinéma. Sa première production, Les Trois Mousquetaires (1921), en douze chapitres, se fait remarquer. Arrivent ensuite Rouletabille chez les bohémiens (1922), Vingt ans après (1922), Vidocq (1923), Mandrin (1924), Jean Chouan (1926) ou encore Belphégor (1927).
Dans les années 1960, Pathé délaisse la production (et la location de studios) au profit de l'exploitation, et diminue considérablement son nombre de films. Plusieurs films sont néanmoins produits pour l'ORTF : Le Chevalier de Maison-Rouge (1963), Belphégor ou le Fantôme du Louvre (1965), Arsène Lupin (1969-1970), Nana (1981). À côté des films et des séries de fictions, les documentaires enrichissent le catalogue : Le Petit cirque de Calder (1961), Les Grandes Batailles (1973), C'était hier (1973), L’Aventure de l’art moderne (1978-1980). La société actuelle Pathé Productions est enregistrée au registre du commerce en 1963.
Lors de la prise de contrôle du groupe Chargeurs par Jérôme Seydoux dans les années 1990, les activités de production reprennent. Le groupe détient 50 % de Renn Productions, la société de Claude Berri. En parallèle, la société continue à sortir des films, notamment : L’Amant (1992), Germinal (1993), Showgirls (1995), Gazon maudit (1995), Les Trois Frères (1995).
En janvier 1996, Renn Productions est rachetée à 100 % et l'entreprise devient Pathé Renn Productions. La nouvelle entité accroît alors son volume de production et sort plusieurs succès : Didier d’Alain Chabat (1997), Lucie Aubrac de Claude Berri (1997), Lolita d’Adrian Lyne (1997), Astérix et Obélix contre César de Claude Zidi (1999), Tout sur ma mère de Pedro Almodovar (1999).
En France, un partenariat est noué en mars 1999 avec le producteur Philippe Carcassonne.
Dans les années 2000, Pathé prend une place de premier rang pour ses productions en France et en Angleterre (10 en 2012, 21 en 2013), signant à la fois de grosses productions et des premiers films. En 2008, l'entreprise bat tous les records d'entrées en France avec Bienvenue chez les Ch'tis. Cette année-là, Romain Le Grand est nommé directeur général adjoint production de Pathé Production, poste qu'il occupe jusqu'en 2016.
En 2009, Pathé UK produit et distribue dans le monde Slumdog Millionnaire qui lui vaudra 8 Oscars.
Pathé produit des films marquants au début du 3e millénaire : Chicken Run des Studios Aardman (2000), Astérix et Obélix: Mission Cléopâtre (2002), Lost in Translation (2003), Les Choristes (2004), Deux Frères (2004), Brokeback Mountain (2005), The Queen (2006), Volver (2006), Le Scaphandre et le Papillon (2007), Into the Wild (2007), LOL (2008), Les Beaux gosses (2009), Tout ce qui brille (2009), Océans (2009), Rien à déclarer (2010), L’Illusionniste (2010), The Ghost Writer (2010), Et maintenant on va où ? (2011), The Iron Lady (2012), Sur la piste du Marsupilami (2012).

## Filmographie sélective

### Sous le nom Pathé Renn Productions
- 2002 : Brocéliande
- 2003 : La Beuze
- 2003 : Le Bison (et sa voisine Dorine)
- 2003 : Le Coût de la vie
- 2004 : Les Choristes
- 2004 : Deux frères
- 2004 : San Antonio
- 2004 : Alexandre
- 2005 : L'un reste, l'autre part
- 2005 : Les Enfants
- 2005 : Le Démon de midi
- 2006 : Doogal
- 2006 : La Maison du bonheur
- 2006 : The Queen (coproduction)
- 2007 : Contre-enquête
- 2007 : Ensemble, c'est tout (coproduction)
- 2007 : Le Scaphandre et le Papillon
- 2007 : La Graine et le Mulet
- 2008 : Astérix aux Jeux olympiques
- 2008 : Bienvenue chez les Ch'tis
- 2019 : Le Chant du loup
- 2024 : Le Comte de Monte Cristo
- 2026 : De Gaulle (dyptique)

### Pathé UK / Pathé Pictures International
- 1990 : Coups pour coups
- 1999 : Un mari idéal
- 1999 : Ratcatcher
- 2000 : Peines d'amour perdues
- 2000 : Jimmy Grimble
- 2000 : Rédemption
- 2001 : The Hole
- 2001 : K-PAX - L'Homme qui vient de loin
- 2002 : Plein gaz
- 2003 : La jeune fille à la perle
- 2003 : In the Cut
- 2004 : Enduring Love
- 2004 : Millions
- 2004 : Coup de foudre à Bollywood
- 2005 : Breakfast on Pluto
- 2005 : Madame Henderson présente
- 2006 : The Queen
- 2006 : Deep Water
- 2008 : Une famille brésilienne
- 2008 : Slumdog Millionaire
- 2010 : Centurion
- 2016 : Florence Foster Jenkins